# 台灣體育場館列表
本列表列出中華民國（臺澎金馬）各縣市的公眾體育場所（不含運動公園、學校、旅館、飯店內運動場館）。

## 基隆市

### 市立場館
基隆市（政府）所建設的體育場館，主要由附屬機關基隆市立體育場管理，但亦有委由其他機關或民間業者管理者。
| 行政區 | 場館           | 容納人數 | 室內 / 室外 | 用途                   | 營運單位       |
| ------ | -------------- | -------- | ----------- | ---------------------- | -------------- |
| 信義區 | 基隆市立體育館 | 8000人   | 室內        | 籃球、排球、羽球、桌球 | 基隆市立體育場 |

- 基隆市立體育場轄下場館
  - 基隆市立體育館
  - 基隆市立游泳池
  - 基隆市立棒球場
  - 基隆市立網球場
  - 基隆市立田徑場
- 基隆市暖暖區暖西國民小學管理場館
  - 基隆市立羽球館

## 臺北市
臺北市（政府）所建設的體育場館，主要由臺北市政府體育局管理，但亦有委託其他機關或民間業者管理者。

### 市立場館
- 臺北市政府體育局轄下場館
  - 臺北田徑場
  - 臺北體育館
  - 天母棒球場
  - 臺北網球場
  - 新生高架橋下運動場
  - 景美游泳池（2015年5月1日起停止營運）[1]
  - 青年公園運動園區
  - 新生公園棒球場
  - 臺北市極限運動訓練中心
  - 臺北市網球中心
- 臺北捷運公司管理場館
  - 臺北小巨蛋
- 長佳機電工程經營管理
  - 台北和平籃球館
- 遠雄集團經營管理
  - 臺北大巨蛋

#### 市民運動中心
臺北市12個行政區的市民運動中心皆委外經營
| 場館名稱     | 總樓地板面積 | 動工時間       | 完工時間       | 啟用時間       | 承包商                         |
| ------------ | ------------ | -------------- | -------------- | -------------- | ------------------------------ |
| 萬華運動中心 | 12,338㎡     | 2005年9月1日   | 2007年1月22日  | 2007年5月26日  | 社團法人中國青年救國團         |
| 信義運動中心 | 6,171㎡      | 2007年3月2日   |                | 2009年5月28日  | 社團法人中國青年救國團         |
| 中正運動中心 | 17,254㎡     | 2004年9月23日  | 2006年10月31日 | 2006年10月7日  | 長佳機電工程股份有限公司       |
| 南港運動中心 | 17,540㎡     | 2005年1月2日   | 2006年9月8日   | 2006年12月1日  | 社團法人中國青年救國團         |
| 北投運動中心 | 17,960㎡     | 2001年12月6日  | 2004年3月31日  | 2004年7月5日   | 財團法人臺北市中華基督教青年會 |
| 中山運動中心 | 66310.842㎡  | 2001年11月     | 2002年12月12日 | 2003年3月1日   | 社團法人中國青年救國團         |
| 內湖運動中心 | 18,952㎡     | 2006年3月1日   | 2008年4月13日  | 2008年8月16日  | 遠東鐵櫃鋼鐵廠股份有限公司     |
| 士林運動中心 | 9,920㎡      | 2005年10月20日 | 2008年11月26日 | 2008年2月2日   | 財團法人臺北市中華基督教青年會 |
| 文山運動中心 | 12,500㎡     |                |                | 2010年8月29日  | 社團法人中國青年救國團         |
| 松山運動中心 | 66310.842㎡  | 2007年2月23日  |                | 2009年11月1日  | 匯陽百貨事業股份有限公司       |
| 大安運動中心 | 16,000㎡     | 2007年3月31日  |                | 2010年4月10日  | 社團法人中國青年救國團         |
| 大同運動中心 | 11,400㎡     | 2006年5月2日   |                | 2009年12月12日 | 遠東鐵櫃鋼鐵廠股份有限公司     |

## 新北市
新北市（政府）所建設的體育場館，主要由新北市教育局附屬機關新北市政府體育處管理，但亦有委由其他機關或民間業者管理者。
- 新北市政府體育處轄下場館
  - 板橋場區
    - 板橋第一運動場
    - 板橋第二運動場
    - 板橋體育館

  - 新莊場區
    - 新莊體育館
    - 新莊田徑場
    - 新莊網球暨桌球場

  - 樹林場區
    - 板樹體育館
    - 樹林極限運動場
    - 木球暨槌球場
    - 樹林紅土網球場

  - 泰山場區
    - 泰山體育館
    - 泰山田徑場
    - 泰山網球場
- 富邦金控管理經營
  - 新莊棒球場
- 新莊國民運動中心
- 土城國民運動中心
- 三重國民運動中心
- 淡水國民運動中心
- 蘆洲國民運動中心
- 板橋國民運動中心
- 中和國民運動中心
- 新五泰國民運動中心
- 三重體育場
- 三重綜合體育館
- 汐止國民運動中心

### 計畫中場館
- 新北小巨蛋

## 桃園市
桃園市公設體育設施主管機關：桃園市政府體育處（教育局所屬機關）
- 桃園市立體育館
- 桃園市立田徑
- 桃園市立網球場
- 桃園市立射箭場
- 桃園市立平鎮棒球場
- 桃園市立游泳池
- 桃園市立青埔運動公園棒球場
- 樂天 (Rakuten)經營管理
  - 樂天桃園棒球場

### 計畫中場館
- 中壢體育場
- 中壢多功能綜合體育館
- 桃園青埔籃球館

## 新竹市

### 市立場館
新竹市（政府）建設的體育場館，由新竹市政府或其附屬機關新竹市立體育場管理
- 新竹市立體育館
- 新竹市立體育場田徑場
- 新竹市立體育場自由車場
- 新竹市立體育場多功能競技場
- 新竹市立體育場棒壘球場暨網球場
- 香山綜合運動場
- 府後網球場
- 三民網球場
- 公六網球場
- 景觀道網球場
- 公園游泳池
- 香山游泳池
- 南寮游泳池
- 新竹市立中正棒球場
- 17公里海岸線自行車道
- 頭前溪自行車道

#### 運動中心
新竹市政府所建設的運動中心
- 新科國民運動中心
- 竹光國民運動中心

### 科學工業園區管理局
由科技部新竹科學工業園區管理局所管理的體育場館
- 新竹科學園區游泳池
- 新竹科學園區網球場
- 新竹科學園區籃球場
- 新竹科學園區勞工育樂中心
- 新竹科學園區高爾夫球打擊場

## 新竹縣

### 縣立場館
新竹縣（政府）建設的體育場館，由附屬機關新竹縣體育場管理
- 新竹縣體育場田徑場
- 新竹縣體育場第二運動場
- 新竹縣體育館
- 新竹縣游泳館
- 新竹縣三民網球場
- 新竹縣世興空氣品質淨化區簡易棒球場

## 苗栗縣
- 苗栗縣立巨蛋體育館
- 苗栗縣立田徑場

## 臺中市
- 國立臺灣體育運動大學體育場
- 國立臺灣體育運動大學體育館
- 市轄場館
  - 臺中市立自由車場
  - 臺中市立豐原體育場
  - 太平區運動場
  - 大甲運動場
  - 港區運動公園
  - 祥順運動公園
  - 大里運動公園
  - 台中萬壽棒球場
  - 台中專用足球場
  - 朝馬籃球場
  - 金龍棒球場
- 中信金控經營管理
  - 臺中洲際棒球場
- 委外經營
  - 中興網球場
  - 中興游泳池
  - 三信游泳池
  - 台中市極限運動場
- 國民運動中心
  - 北區國民運動中心
  - 朝馬國民運動中心
  - 南屯國民運動中心

### 興建中場館
- 台中巨蛋

## 彰化縣
- 彰化縣立體育場
- 彰北國民運動中心
- 彰南國民運動中心

## 南投縣
- 南投縣立體育場
- 南投縣立棒球場
- 南投縣立三和游泳池

## 雲林縣
- 雲林縣體育館
- 雲林縣立體育場
- 運動家育樂公司經營管理
  - 斗六棒球場

## 嘉義市
- 嘉義市立體育場
- 嘉義市立棒球場
- 嘉義市立體育館

## 嘉義縣
- 嘉義縣立棒球場
- 嘉義縣立體育場

## 臺南市
- 臺南市立體育場
- 臺南市立新營體育場
- 台南市立足球場
- 台南市立橄欖球場
- 統一企業經營管理
  - 台南市立棒球場
- 大臺南會展中心

### 興建中場館
- 亞太國際棒球訓練中心

### 計畫中場館
- 台南小巨蛋

## 高雄市
- 立德棒球場
- 陽明棒球場
- 大樹水利署棒球場
- 岡山棒球場
- 中山網球場
- 大坪頂棒球場
- 勝利棒球場
- 頂庄棒球場
- 中正壘球場
- 旗津中洲棒球場
- 鳳山區自由車棒壘球場
- 桃源區綜合運動場
- 農16棒球場
- 文小1棒壘球場
- 文小2棒壘球場
- 文小14棒壘球場
- 高雄市立青少年籃球場
- 北高雄青少年籃球基地
- 中正運動場
- 楠梓體育場
- 勞工公園壘球場
- 高雄國際滑輪溜冰場
- 高雄市立鳳西溜冰場
- 高雄市立國際游泳池
- 國家體育場（高雄世運主場館）
- 澄清湖棒球場
- 旗山體育館
- 高雄市美濃運動中心
- 高雄市大寮運動中心
- 國慶運動行銷有限公司經營管理
  - 高雄市國慶青埔棒球場
- 信仰體育管理顧問股份有限公司經營管理
  - 高雄市前鎮運動中心
  - 高雄市鹽埕運動中心
  - 陽明網球中心
- 基督教青年會經營管理
  - 高雄市左營運動中心
- 舞動陽光有限公司經營管理
  - 高雄市苓雅運動中心
  - 高雄市鳳山運動園區
  - 高雄市鳳山體育館
- 凱格大巨蛋運動股份有限公司經營管理
  - 高雄市現代化綜合體育館（高雄巨蛋）

## 屏東縣

### 縣立場館
屏東縣政府建設的體育場館，由所屬機關屏東縣立體育場管理
- 屏東縣立體育館

- 屏東縣立田徑場
- 屏東市立游泳池（由屏東市公所管理）
- 屏東市立國民運動中心（由屏東市公所成立，民間廠商管理）
- 屏東縣立網球場
- 屏東縣立排球場
- 屏東縣立籃球場
- 屏東縣立游泳池
- 屏東縣立萬丹游泳池
- 屏東縣立運動公園壘球場
- 屏東縣立運動公園網球場
- 屏東縣立棒球場

## 宜蘭縣
- 宜蘭縣立體育場
- 羅東運動公園棒球場

## 花蓮縣

### 縣立場館
花蓮縣縣立體育場館主管機關為花蓮縣立體育場
- 花蓮縣立體育館
- 花蓮縣立田徑場
- 花蓮縣立中正體育館
- 花蓮縣立游泳池
- 花蓮縣立網球場
- 花蓮縣立射箭場
- 花蓮縣立花崗石田徑場
- 花蓮縣立美崙田徑場
- 花蓮縣立德興棒球場
- 國福棒壘球場

## 臺東縣

### 縣立場館
臺東縣（政府）建設的體育場館，由所屬機關臺東縣立體育場管理
- 臺東縣立體育場田徑場（即臺東縣立體育場）
- 臺東縣立體育場體育館（即臺東縣立體育館）
- 臺東縣立體育場壘球場（即臺東縣立壘球場）
- 臺東縣立體育場網球場
- 臺東縣立體育場柔道館
- 臺東縣立體育場溜冰場
- 臺東縣立體育場羽球館（即東海運動公園羽球館）
- 臺東縣立體育場桌球館（即東海運動公園桌球館）
- 臺東縣立體育場東海運動公園網球場
- 臺東縣立體育場游泳池
- 臺東縣立體育場棒球村第一棒球場
- 臺東縣立體育場棒球村第二棒球場

## 澎湖縣

### 縣立場館
澎湖縣（政府）建設的體育場館，由所屬機關澎湖縣立體育場管理
- 澎湖縣立體育場體育館
- 澎湖縣立體育場田徑場
- 澎湖縣立體育場網球場
- 澎湖縣立體育場羽球館
- 澎湖縣立體育場棒球場
- 澎湖縣立體育場游泳池（即澎湖縣游泳池）
- 澎湖縣立體育場大城北棒壘球場
- 澎湖縣立體育場大城北游泳館
- 澎湖縣立體育場東澳壘球場

## 金門縣

### 縣立場館
金門縣（政府）建設的體育場館，由所屬機關金門縣立體育場管理
- 金門縣立體育場體育館
- 金門縣立體育場綜合運動場
- 金門縣立體育場網球場
- 金門縣立體育場慢速壘球場
- 金門縣立體育場游泳館